# 瓦尔布瓦
瓦尔布瓦（法語：Valbois，法語發音：[valbwa]）是法国默兹省的一个市镇，属于科梅尔西区。

## 地理
瓦尔布瓦（48°56'0"N, 5°37'1"E）面积17.09 平方千米，位于法国大東部大區默兹省，该省份为法国西北部内陆省份，北与比利时接壤，西接马恩省和阿登省，南至上马恩省和孚日省，东临默尔特-摩泽尔省。
与瓦尔布瓦接壤的市镇（或旧市镇、城区）包括：圣米耶勒、比克西耶尔-苏莱科特、沙永、拉莫尔维尔、迈泽。

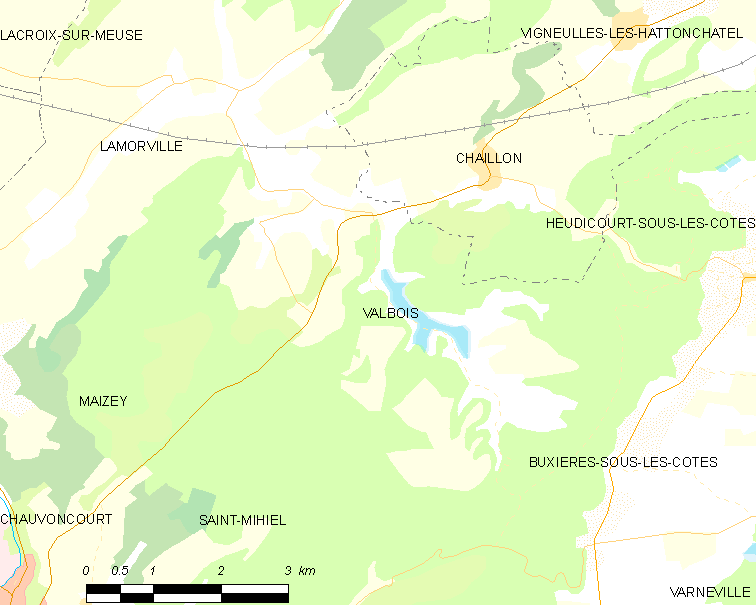
瓦尔布瓦的OSM定位图

瓦尔布瓦的时区为UTC+01:00、UTC+02:00（夏令时）。

## 行政
瓦尔布瓦的邮政编码为55300，INSEE市镇编码为55530。

## 政治
瓦尔布瓦所属的省级选区为圣米耶勒县。

## 人口

1962-2008年间瓦尔布瓦人口变化图示

瓦尔布瓦于2022年1月1日时的人口数量为95人。